# Ț

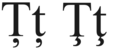
T med komma till vänster, med cedilj till höger.

Ț (gemen: ț, även kallad T-komma) är en bokstav som är den del av det rumänska alfabetet. Den används för att representera ljudet /ts/ i det rumänska språket.
Denna bokstav var dock inte en del av de tidigare Unicode-versionerna. Detta är orsaken till att Ţ (T-cedilj) ofta används i digitala texter på rumänska. T-komma introducerades i Unicode 3.0 år 1999 på uppmaning av den rumänska standardiseringsbyrån, men fortfarande använder de flesta datamaskiner fonter som inte har bokstaven. Windowsversioner äldre än Windows XP har inte kompatibla fonter. Detta är anledningen till att nästan alla rumänska texter fortfarande använder T med cedillj (eller bara T), trots anmodan om att övergå till T-komma.